# Красные Усады (Краснобаковский район)
Кра́сные Уса́ды — деревня в Краснобаковском районе Нижегородской области. Входит в состав Шеманихинского сельсовета.

## География
Деревня находится в северо-восточной части Нижегородской области, к востоку от реки Ветлуга, на расстоянии 35 км к северо-востоку от посёлка городского типа Красные Баки, административного центра района.

### Часовой пояс
Деревня Красные Усады, как и вся Нижегородская область, находится в часовой зоне МСК (московское время). Смещение применяемого времени относительно UTC составляет +3:00.

## Население
| 2002 | 2010 |
| ---- | ---- |
| 50   | ↘31  |

### Национальный состав
Согласно результатам переписи 2002 года, в национальной структуре населения русские составляли 92 % из 50 чел.